# Anua timorensis
Anua timorensis är en fjärilsart som beskrevs av Embrik Strand 1913. Anua timorensis ingår i släktet Anua och familjen nattflyn. Inga underarter finns listade i Catalogue of Life.